# Judy Greer
Judy Greer (Detroit, Michigan, 1975. július 20. –) amerikai színésznő.
Legismertebb alakítása Maggie Lang a Marvel-moziuniverzum filmjeiben. Elsőként a 2015-ös A Hangya című filmben tűnt fel, ezt követte a A Hangya és a Darázs (2018). 2009-től az Archer című sorozatban szinkronizál, de szinkronszínészként számos egyéb televíziós műsorban is kölcsönzi hangját.

## Élete
Greer Detroitban született. Édesanyja Mollie Ann kórházi adminisztrátor, az apja, Rich Evans gépészmérnök. Később anyja leánykori nevét vette fel, mivel már számos más színésznő szerepelt Judy vagy Judi Evans néven.

## Filmográfia

### Film
| Év   | Magyar cím                    | Eredeti cím                    | Szerep                                 | Magyar hang     |
| ---- | ----------------------------- | ------------------------------ | -------------------------------------- | --------------- |
| 1997 |                               | Stricken                       | Cynthia                                |                 |
| 1998 | Hűségteszt                    | Kissing a Fool                 | Andrea                                 | Simonyi Piroska |
| 1999 | Kemény dió                    | Jawbreaker                     | Fern Mayo (Vylette)                    | Mezei Kitty     |
| 1999 | Csajok, mindent bele!         | Desperate but Not Serious      | Molly                                  |                 |
| 1999 | Sivatagi cápák                | Three Kings                    | Cathy Daitch                           | Árkosi Kati     |
| 1999 |                               | The Big Split                  | Tracy                                  |                 |
| 2000 | A nőfaló ufó                  | What Planet Are You From?      | Rebecca                                | Ullmann Zsuzsa  |
| 2000 | Sunset Strip – A jövő útja    | Sunset Strip                   | Waitress fiatalon                      |                 |
| 2000 | Elbaltázott szuperhősök       | The Specials                   | Deadly Girl                            |                 |
| 2000 | Mi kell a nőnek?              | What Women Want                | Erin                                   | Haumann Petra   |
| 2001 | Szeretném, ha szeretnél       | The Wedding Planner            | Penny                                  | Tóth Auguszta   |
| 2001 |                               | Without Charlie                | Vicky                                  |                 |
| 2002 | Adaptáció                     | Adaptation                     | Alice, a pincérnő                      |                 |
| 2003 | Macskák királysága            | The Cat Returns                | Juki (angol hangja)                    | Holló Orsolya   |
| 2003 | Macskák királysága            | The Cat Returns                | Juki (angol hangja)                    | Kardos Eszter   |
| 2003 | Héber pöröly                  | The Hebrew Hammer              | Esther Bloomenbergensteinenthal        | Huszárik Kata   |
| 2003 | Végzetes rajongás             | I Love Your Work               | Samantha                               |                 |
| 2004 | Hirtelen 30                   | 13 Going on 30                 | Lucy Wyman                             | Bauer Eszter    |
| 2004 | A falu                        | The Village                    | Kitty Walker                           | Ruttkay Laura   |
| 2004 | Az utolsó jelenet             | The Last Shot                  | Lány Emily French-csel a mozibemutatón |                 |
| 2004 |                               | LolliLove                      | Judy                                   |                 |
| 2005 |                               | The Moguls                     | Ellie                                  |                 |
| 2005 | Vérfarkas                     | Cursed                         | Joanie                                 |                 |
| 2005 | New York arcai                | The Great New Wonderful        | Allison Burbage                        |                 |
| 2005 |                               | In Memory of My Father         | Judy                                   |                 |
| 2005 | Elizabethtown                 | Elizabethtown                  | Heather Baylor                         | Solecki Janka   |
| 2006 | American Dreamz               | American Dreamz                | Accordo                                | Spilák Klára    |
| 2006 | TV játék                      | The TV Set                     | Alice                                  | Mezei Kitty     |
| 2007 |                               | The Go-Getter                  | Better Than Toast                      |                 |
| 2007 |                               | The Grand                      | Sharon Andrews                         |                 |
| 2008 | 27 idegen igen                | 27 Dresses                     | Casey                                  | Kovács Patrícia |
| 2008 |                               | Visioneers                     | Michelle                               |                 |
| 2009 | Derült égből szerelem         | Love Happens                   | Marty                                  | Mezei Kitty     |
| 2010 | Családi kincs, ami nincs      | Barry Munday                   | Ginger Farley                          | Dögei Éva       |
| 2010 | Marmaduke – A kutyakomédia    | Marmaduke                      | Debbie Winslow                         | Kovács Patrícia |
| 2010 | Szív/rablók                   | Henry's Crime                  | Debbie Torne                           | Bertalan Ágnes  |
| 2010 |                               | Peep World                     | Laura                                  |                 |
| 2010 | Szerelem és más drogok        | Love & Other Drugs             | Cindy                                  | Mezei Kitty     |
| 2011 |                               | The Key Man                    | Karen                                  |                 |
| 2011 | Utódok                        | The Descendants                | Julie Speer                            | Major Melinda   |
| 2011 | Jeff, aki otthon lakik        | Jeff, Who Lives at Home        | Linda                                  | Mezei Kitty     |
| 2012 |                               | Republicans, Get in My Vagina  | Nő                                     |                 |
| 2012 | Kispályás szerelem            | Playing for Keeps              | Barb                                   | Huszárik Kata   |
| 2013 | Carrie                        | Carrie                         | Ms. Desjardin                          | Németh Kriszta  |
| 2014 |                               | Jamie Marks Is Dead            | Lucy                                   |                 |
| 2014 | A majmok bolygója: Forradalom | Dawn of the Planet of the Apes | Cornelia                               |                 |
| 2014 | Férfiak, nők és gyerekek      | Men, Women & Children          | Donna Clint                            | Bozó Andrea     |
| 2015 | Nagyi                         | Grandma                        | Olivia                                 | Botos Éva       |
| 2015 |                               | Addicted to Fresno             | Shannon                                |                 |
| 2015 | Holnapolisz                   | Tomorrowland                   | Anya                                   |                 |
| 2015 | Törtetők                      | Entourage                      | szereposztó                            | Szalay Marianna |
| 2015 | Jurassic World                | Jurassic World                 | Karen Mitchell                         | Major Melinda   |
| 2015 | A Hangya                      | Ant-Man                        | Maggie Lang                            | Szalay Marianna |
| 2016 | Az élet anyuval               | All We Had                     | Patti                                  |                 |
| 2016 |                               | Ordinary World                 | Christy                                |                 |
| 2017 | Wilson                        | Wilson                         | Shelly                                 | Szávai Viktória |
| 2017 |                               | Lemon                          | Ramona                                 |                 |
| 2017 | A majmok bolygója: Háború     | War for the Planet of the Apes | Cornelia                               |                 |
| 2017 | Milyen hosszú az éjszaka      | Our Souls at Night             | Holly Waters                           |                 |
| 2017 | Csak egy átlagos suli         | Adventures in Public School    | Claire Heap                            | Major Melinda   |
| 2017 |                               | Pottersville                   | Parker                                 |                 |
| 2018 | A párizsi vonat               | The 15:17 to Paris             | Joyce Eskel                            | Bertalan Ágnes  |
| 2018 | A megmérettetés               | Measure of a Man               | Lenore Marks                           |                 |
| 2018 | A Hangya és a Darázs          | Ant-Man and the Wasp           | Maggie Lang                            | Huszárik Kata   |
| 2018 | Halloween                     | Halloween                      | Karen                                  | Bertalan Ágnes  |
| 2018 |                               | Driven                         | Ellen Hoffman                          |                 |
| 2019 |                               | Buffaloed                      | Kathy Dahl                             |                 |
| 2019 | Hová tűntél, Bernadette?      | Where'd You Go, Bernadette     | Dr. Janelle Kurtz                      | Csuha Borbála   |
| 2019 | Hová tűntél, Bernadette?      | Where'd You Go, Bernadette     | Dr. Janelle Kurtz                      | Mezei Kitty     |
| 2019 | Ne játssz a tűzzel            | Playing with Fire              | Dr. Amy Hicks                          | Huszárik Kata   |
| 2020 | Frank bácsi                   | Uncle Frank                    | Kitty Bledsoe                          |                 |
| 2020 | Lány a völgyből               | Valley Girl                    | Diana Richman                          |                 |
| 2021 | A kúria úrnője                | Lady of the Manor              | Lady Wadsworth                         |                 |
| 2021 | Amerika: A mozgókép           | America: The Motion Picture    | Martha Washington (hangja)             | Huszárik Kata   |
| 2021 | Gyilkos Halloween             | Halloween Kills                | Karen Nelson                           | Bertalan Ágnes  |
| 2022 |                               | Three Months                   | Suzanne                                |                 |
| 2022 |                               | Family Squares                 | Dorsey Worth                           |                 |
| 2022 | Stargirl Hollywoodban         | Hollywood Stargirl             | Ana Caraway                            |                 |
| 2022 | Apám sárkánya                 | My Father's Dragon             | Soda (hangja)                          |                 |
| 2023 | A galaxis őrzői: 3. rész      | Guardians of the Galaxy vol 3. | Csatamalac (hangja)                    | Kis-Kovács Luca |
| 2023 |                               | Eric Larue                     | Janice LaRue                           |                 |
| 2023 |                               | Aporia                         | Sophie                                 |                 |
| 2024 |                               | Mabel                          | Mrs G.                                 |                 |

#### Rövidfilm
| Év   | Cím                           | Szerep         |
| ---- | ----------------------------- | -------------- |
| 1999 | The Reel                      | titkárnő       |
| 2001 | Audit                         | Julie Leer     |
| 2002 | Rules of Love                 | Maisie         |
| 2005 | Full Disclosure               | Brinn          |
| 2008 | Money Game                    | Cindy          |
| 2009 | The Casting Director          | casting ügynök |
| 2009 | Wig                           | Dr. Almay      |
| 2014 | Judy Greer Is the Best Friend | Judy           |
| 2018 | Preschool in L.A.             | Miss Madeline  |
| 2019 | Space Buddies                 | Houston        |
| 2022 | Hardboiled                    | Ms. Corn, RN   |

### Televízió
| Év        | Magyar cím                          | Eredeti cím                       | Szerep                                                       | Megjegyzések                                     |
| --------- | ----------------------------------- | --------------------------------- | ------------------------------------------------------------ | ------------------------------------------------ |
| 1997      | A kiválasztott – Az amerikai látnok | Early Edition                     | Cindy                                                        | 1 epizód                                         |
| 1998      |                                     | Oh Baby                           | Gail                                                         | 1 epizód                                         |
| 1999      |                                     | Maggie Winters                    | Tawny                                                        | 1 epizód                                         |
| 1999–2000 |                                     | Love & Money                      | Puff Conklin                                                 | 13 epizód                                        |
| 2002–2021 | Family Guy                          | Family Guy                        | több szereplő hangja                                         | 7 epizód                                         |
| 2003      | Divatalnokok                        | Just Shoot Me!'                   | Bridget                                                      | 1 epizód                                         |
| 2003–2018 | Az ítélet: család                   | Arrested Development              | Kitty Sanchez                                                | 13 epizód                                        |
| 2005      | CSI: Miami helyszínelők             | CSI: Miami                        | Pamela Warren                                                | 1 epizód (Lövöldözés)                            |
| 2006      |                                     | Love Monkey                       | Brandy "Bran" Lowenstein                                     | 8 epizód                                         |
| 2006      | A nevem Earl                        | My Name Is Earl                   | Maggie Lester                                                | 1 epizód (Gúnyolódtam)                           |
| 2007–2011 | Felhőtlen Philadelphia              | It's Always Sunny in Philadelphia | Ingrid "Fatty Magoo" Nelson                                  | 2 epizód                                         |
| 2007–2012 | Kaliforgia                          | Californication                   | Trixie                                                       | 4 epizód                                         |
| 2007–2015 | Két pasi – meg egy kicsi            | Two and a Half Men                | Myra Melnick / Bridget Schmidt                               | 13 epizód                                        |
| 2008      |                                     | Miss Guided                       | Becky Freeley                                                | 7 epizód                                         |
| 2009      | Vészhelyzet                         | ER                                | Tildie Mulligan                                              | 1 epizód (A titok)                               |
| 2009      | Doktor House                        | House                             | Morgan West                                                  | 1 epizód (Cicc-cicc!)                            |
| 2009      |                                     | Maneater                          | Joanne "Gravy" Hardgrave                                     | 2 epizód                                         |
| 2009      |                                     | WordGirl                          | Desiree Dewey (hangja)                                       | 1 epizód                                         |
| 2009–2011 |                                     | Glenn Martin, DDS                 | Wendy Park (hangja)                                          | 39 epizód                                        |
| 2009–2023 | Archer                              | Archer                            | Cheryl Tunt / Mitsuko Miyazumi / Charlotte Stratton (hangja) | 134 epizód                                       |
| 2010      | Modern család                       | Modern Family                     | Denise                                                       | 1 epizód (A színtiszta igazság)                  |
| 2010      | Agymenők                            | The Big Bang Theory               | Dr. Elizabeth Plimpton                                       | 1 epizód (Keresd a nőt!)                         |
| 2010      | Így jártam anyátokkal               | How I Met Your Mother             | Royce                                                        | 1 epizód (A menyasszony)                         |
| 2010      |                                     | Warren the Ape                    | Mrs. Hanson                                                  | 1 epizód                                         |
| 2011      |                                     | Mad Love                          | Connie Grabowski                                             | 13 epizód                                        |
| 2012      | Dan a világ ellen                   | Dan Vs.                           | Jennifer (hangja)                                            | 1 epizód                                         |
| 2012      | Luxusdoki                           | Royal Pains                       | Miss Match-Maker                                             | 1 epizód                                         |
| 2013      | Robotcsirke                         | Robot Chicken                     | Dorothy Gale / Jane Jetson (hangja)                          | 1 epizód                                         |
| 2014      | BoJack Horseman                     | BoJack Horseman                   | Pam (hangja)                                                 | - 1 epizód - magyar hangja: - Vadász Bea         |
| 2014–2015 |                                     | Married                           | Lina Bowman                                                  | 23 epizód                                        |
| 2015–2016 |                                     | Masters of Sex                    | Alice Logan                                                  | 2 epizód                                         |
| 2015      |                                     | Comedy Bang! Bang!                | önmaga                                                       | 1 epizód                                         |
| 2015      | Anyák gyöngye                       | Mom                               | Michelle                                                     | 1 epizód (Az új project)                         |
| 2016      |                                     | StoryBots Super Songs             | Beep (hangja)                                                | 5 epizód                                         |
| 2016–2019 |                                     | Ask the StoryBots                 | Beep (hangja)                                                | 13 epizód                                        |
| 2017      |                                     | Portlandia                        | Shawna                                                       | 1 epizód                                         |
| 2017      | Állatok                             | Animals.                          | Ali (hangja)                                                 | 1 epizód                                         |
| 2017      | Alkalmi                             | Casual                            | Judy                                                         | 8 epizód                                         |
| 2017      |                                     | I'm Sorry                         | Maureen                                                      | 3 epizód                                         |
| 2017      |                                     | Lady Dynamite                     | Em Bezzler                                                   | 1 epizód                                         |
| 2017      |                                     | Easy                              | Gretchen                                                     | 1 epizód                                         |
| 2017      |                                     | Do You Want To See a Dead Body?   | önmaga                                                       | 1 epizód                                         |
| 2017      |                                     | A StoryBots Christmas             | Beep (hangja)                                                | különkiadás                                      |
| 2017–2018 | Amerikai fater                      | American Dad!                     | Stacey / boltos / pincérnő (hangja)                          | 4 epizód                                         |
| 2018      | 104-es szoba                        | Room 104                          | Darla Andrews                                                | - 1 epizód - magyar hangja: - Kisfalvi Krisztina |
| 2018–2022 |                                     | Let's Go Luna!                    | Luna (hangja)                                                | 64 epizód                                        |
| 2018–2024 | Most nevess!                        | Kidding                           | Jill Piccirillo                                              | - 20 epizód - magyar hangja: - Huszárik Kata     |
| 2018–2024 | Láng és a szuperverdák              | Blaze and the Monster Machines    | Baby Gherkin / Lilly (hangja)                                | 3 epizód                                         |
| 2020      |                                     | Harvey Street Kids                | Evil Narwhalla (hangja)                                      | 1 epizód                                         |
| 2020      | A sötétség titkai                   | Into the Dark                     | Maggie Glenn                                                 | - 1 epizód - magyar hangja: - Kisfalvi Krisztina |
| 2020      | Majdnem                             | Close Enough                      | Nikki (hangja)                                               | 1 epizód                                         |
| 2020      |                                     | The Eric Andre Show               | önmaga                                                       | 1 epizód                                         |
| 2021      |                                     | Calls                             | Alexis (hangja)                                              | 1 epizód                                         |
| 2021      | Alma és Hagyma                      | Apple & Onion                     | Banán (hangja)                                               | 2 epizód                                         |
| 2022      |                                     | The Thing About Pam               | Leah Askey                                                   | minisorozat (6 epizód)                           |
| 2022      |                                     | The First Lady                    | Nancy Howe                                                   | 4 epizód                                         |
| 2022      |                                     | Reboot                            | Bree Marie Jensen                                            | 8 epizód                                         |
| 2022–2023 | A StoryBotok válaszolnak            | Storybots: Answer Time            | Beep (hangja)                                                | 22 epizód                                        |
| 2023      | A Fehér Ház vízszerelői             | White House Plumbers              | Fran Liddy                                                   | minisorozat (5 epizód)                           |
| 2025      | Stick                               | Stick                             | Amber-Lynn                                                   | 5 epizód                                         |